# Lissonota calva
Lissonota calva là một loài tò vò trong họ Ichneumonidae.